# Matthijs Peyaert
Matthijs Peyaert of Pehaert (ca. 1420 - 10 maart 1488) was een Gents deken van de brouwers, overdeken der neringen en schepen van zowel de Keure als van Gedele. Hij leidde een opstand pro Maximiliaan van Oostenrijk en werd door deze ook tot ridder geslagen. In 1488 werd hij ter dood veroordeeld en onthoofd.

## Persoonlijk leven
Hij trouwde rond 1450 met Magdalena Boeters of De Boetere. Zijn dochter Jacoba trouwde met ridder en zakenman Hieronymus Lauweryn en zijn dochter Margaretha met Filips vanden Berghe.

## Carrière
Zijn naam is terug te vinden als Peyaert, Payaert, Pehaert, Pedaert en Speyaert. Zijn voornaam Matthijs is daarenboven soms onder de Franse vorm Mathieu vindbaar. De eerste vermelding van Matthijs is er een waarin staat dat hij in 1450-1451 de deken van de brouwers van de stad Gent was. Een deken is de hoogste gezagsdrager binnen een gilde.
Van 15 augustus 1451 tot 15 augustus 1452 was hij gedurende een jaar schepen van de Keure. In Gent waren sinds het Charter van Senlis in 1301 twee schepenbanken, die van de Keure en van Gedele. Deze functie kon je slechts gedurende één jaar uitoefenen. De schepenbank van de Keure was de belangrijkste van Gent, deze was immers bevoegd voor het bestuur, het financiële beleid en de strafrechtelijke zaken. In 1451 was hij ook aanwezig op de verheffing van Simon van Harbaiz tot hoogbaljuw.
Zeven jaar later wordt hij vermeld als schepen van Gedele, de andere schepenbank van Gent en dit van 15 augustus 1459 tot 15 augustus 1460. Deze schepenbank was iets minder belangrijk, en was bevoegd over voogdijen en erfeniskwesties. Nog eens acht jaar later wordt hij vermeld als overdeken der neringen. Hij hield deze functie een jaar lang (van 1468 tot 1469).
Op 8 januari 1469 werd hij lid van de afvaardiging van Karel de Stoute, die onder andere Graaf van Vlaanderen was. In datzelfde jaar was hij opnieuw schepen van de Keure.

## Rol in opstand
Tijdens de opstand van 1482 tot 1485 nam Matthijs in 1483 de macht terug over. Op 7 juni 1485 verwekte hij een oproer ten gunste van Maximiliaan van Oostenrijk. De Vlamingen waren immers niet akkoord met de oorlogsvoering van deze laatstgenoemde. Hij ging met zijn volgers naar de Hoogpoort en later op de dag werden er ook onderhandelingen gevoerd op de Markt. Matthijs liet ook enkele van zijn belangrijke tegenstrevers (contra Maximiliaan) onthoofden. Dit waren onder andere Willem Rijm en Daneel Onredene. Heel wat anderen vluchtten weg uit Vlaanderen. Later moest hij de Gentenaars op de Hoogpoort toespreken om ze te sussen. Hij zei dat de aartshertog slechts 600 soldaten mee had, zoals beloofd in de overeenkomst van 28 juni 1485. Maar eigenlijk had hij 5000 à 6000 buitenlandse troepen mee, die dan ook nog eens oproer in de stad veroorzaakten. De Gentenaars waren bang en de bourgeoisie was razend op de aartshertog, die zijn belofte alweer verbroken had. Diezelfde dag, 8 juli 1485, werd Peyaert door Maximiliaan tot ridder geslagen in het Hooghuis van Gent. Dit was op een publieke ceremonie waarin Maximiliaan onder andere zei dat hij zo trouw was geweest dat hij het ridderschap wel degelijk verdiende. Dit alles vonden de mensen schandalig.

## Riddering
Bij zijn riddering liep het een en ander fout. Eigenlijk was Maximiliaan van plan om Matthijs 's anderendaags tot ridder te slaan, maar Matthijs dacht dat het op die moment, vlak na de speech ging gebeuren. Maximiliaan had echter zijn zwaard niet en Matthijs had geen harnas aan. De aartshertog moest daarop gauw een laars nemen van een van zijn knechten en gaf Peyaert daarmee de ridderlijke slag. Matthijs bedankte de keizer zeer hartelijk, deze eer was immers nog nooit aan iemand van zijn familie toegekend. Hij kreeg daarna van de aartshertog ook een prachtige gouden ketting die "zeker meer dan 100 pond waard was" – een enorm bedrag. Maar aangezien hij niet voorbereid was op het gebeuren had hij geen harnas of prachtige kleren aan, maar slechts een simpel alledaags zijden hemdje, met daarboven dan een enorm chique gouden ketting. Hij werd volgens de tekst door de omstanders bijzonder "vreemd bekeken en begaapt" op zijn weg naar huis. Een ridder die niet geslagen wordt door het zwaard van de aartshertog zelf en hierbij gekleed ging in een gewoon hemdje in plaats van het ridderlijke harnas, dat hadden ze nog nooit meegemaakt.
Matthijs kreeg ook een groot jaarlijks "pensioen" om zijn ridderlijke stand te kunnen hoog houden, alhoewel hij al vrij goed voorzien was. Er werd die dag in het Schepenhuis tot laat in de nacht gefeest.

## Terechtstelling
Tegen het einde van 1487 brak er opnieuw opstand uit tegen Maximiliaan. Deze had zich niet aan de afspraken gehouden en bleef maar oorlog voeren. Dit zorgde voor steeds stijgende belastingen en dit bleven de ambachtslieden niet aanvaarden. De anti-Maximiliaanse Vlaamse ambachtslieden konden Brugge snel veroveren en daarna wilden ze Gent. Jan Rogiers, de pensionaris van Brugge, ging naar Gent om in het geheim onderhandelingen met Matthijs te voeren. Deze wordt hierbij vermeld als "hostijlgier ende capiteyn van Ghendt". Dit bleek niet succesvol, want op 17 december 1487 werd ridder Peyaert verbannen. Op 5 februari 1488 werd Matthijs samen met de inmiddels Rooms Koning in Brugge opgepakt. De koning werd in Brugge vier maanden gevangen gehouden. Peyaert werd naar Gent gebracht en daar ter dood veroordeeld. Op 10 maart 1488 werd hij gevierendeeld en onthoofd. Zijn hoofd werd op een staak geplaatst bovenop de Brugse Poort in Gent.